# Bistum Nicastro
Koordinaten: 38° 59′ N, 16° 19′ O
Das (ursprüngliche) Bistum Nicastro (lat., Dioecesis Neocastrensis) war eine Diözese der römisch-katholischen Kirche mit Sitz in der Stadt Nicastro in der Provinz Catanzaro in der Region Kalabrien (Italien). Das Bistum existierte wahrscheinlich bereits im 9. Jahrhundert. 1818 wurde das Bistum Martirano mit dem Bistum Nicastro vereinigt; das vereinigte Bistum wurde zunächst weiter Bistum Nicastro genannt. 1968 wurde Nicastro zusammen mit den Orten Sambiase und Sant'Eufemia Lamezia zur neuen Stadt Lamezia Terme zusammengeschlossen. 1986 wurde das vereinigte Bistum Nicastro schließlich entsprechend der neuen Stadtbezeichnung in Bistum Lamezia Terme umbenannt.

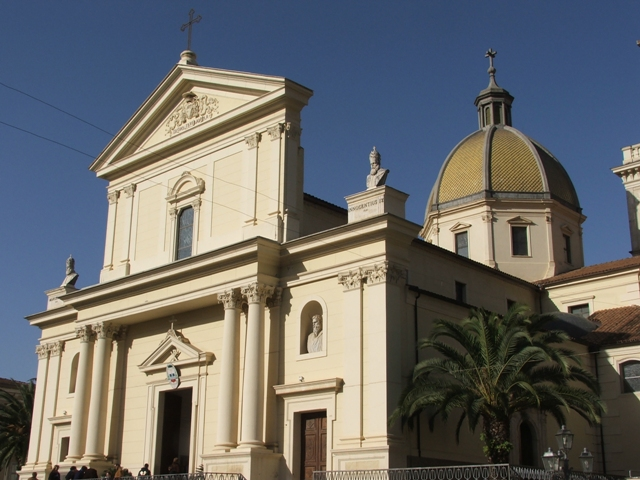
Kathedrale des Bistums Nicastro bzw. des heutigen Bistums Lamezia Terme

## Lage
Nicastro bildet heute den nordöstlichen Teil der Stadt Lamezia Terme. Das ursprüngliche Bistumsgebiet vor der Vereinigung mit dem Bistum Martirano grenzte im Norden an das Bistum Martirano, im Nordosten an das Bistum Catanzaro, im Osten an das Bistum Squillace, im Süden an das Bistum Tropea (Obere Diözese), im Westen an das Tyrrhenische Meer und im Nordwesten wieder an das Bistum Tropea (Untere Diözese).

## Geschichte
Die Geschichte der Stadt verliert sich im frühen Mittelalter. Im 8. Jahrhundert beherrschten die Byzantiner Kalabrien und errichteten hier eine neue Festung (Neo Castrum). Um 1060 eroberten die Normannen das Stadtgebiet, die hier wiederum eine neue Festung anlegten oder die alte Festung erneuerten. 1062 gründete Robert Guiskard das Kloster Sant'Eufemia, das zur Keimzelle des Ortes Sant'Eufemia Lamezia wurde. Das Gebiet von Sambiase war schon in römischer Zeit besiedelt, der dortige Ort wurde jedoch von den Ostgoten zerstört. Er wurde erst im Mittelalter durch die Anlage eines Klosters, das dem Hl. Blasius gewidmet war, wieder besiedelt. Aus dem Kloster entstand der heutige Ort Sambiase.
Die Geschichte des Bistums vor dem 17. Jahrhundert ist sehr schlecht dokumentiert. Beim Erdbeben von 1638 wurde nicht nur die Kathedrale zerstört, sondern auch der Bischofspalast und das darin aufbewahrte Bistumsarchiv.
Schon die Gründungszeit des Bistums ist unsicher. Francesco Russo nimmt an, dass mit einer bereits im 6. Jahrhundert genannten ecclesia Turritana ein Bistum in der kalabrischen Siedlung stati ad Turres (zwischen Nicastro und Maida) gemeint war, und damit ein Vorläuferbistum von Nicastro. Nach einer (anderen) These von Louis Duchesne existierte auf dem Gebiet der Diözesen Nicastro, Martirano und Amantea die zur Zeit Gregors des Großen erwähnte Diözese Tempsa, deren genaue Lage unsicher ist. Beide Bistümer, ecclesia Turritana und Bistum Tempsa, wurden im 7. Jahrhundert letztmalig erwähnt. Als das Gebiet von den Byzantinern zurückerobert wurde, wurden die Diözesen Martirano, Nicastro und Amantea gegründet, die somit quasi das Erbe des antiken Bistums Turritana oder des Bistums Tempsa antraten. Allerdings sind beide Hypothesen Spekulation; handfeste urkundliche Belege, die die eine oder andere Hypothese untermauern könnten, fehlen.
Der erste urkundliche Nachweis, dass das Bistum Nicastro existierte, ist in den Notizia Episcopatuum des Patriarchats von Konstantinopel zu finden, die unter Kaiser Leo VI. (Kaiser: 866 bis 912) wahrscheinlich zu Ende des 9. Jahrhunderts/Anfang des 10. Jahrhunderts aufgezeichnet wurden. Damals wurde das Bistum Nicastro am Ende der Liste der Suffraganbistümer des Metropolitansitzes Reggio Calabria aufgeführt. Das Fehlen des Bistums Nicastro in den nächst älteren Notitiae und der letzte Platz unter den Suffraganen des Metropoliten von Reggio Calabria ist für Francesco Russo ein eindeutiges Indiz, dass das Bistum zum Ende des 9. Jahrhunderts entstanden ist.
1059/60 eroberten die Normannen das Gebiet. Die dortigen Bistümer wurden nun wieder kirchenrechtlich Rom unterstellt. Die ältesten sicher urkundlich nachgewiesenen Bischöfe von Nicastro sind Henricus und Guido. 1165 ist das Bistum Nicastro ein Suffraganbistum des nun Rom unterstellten Erzbistums Reggio Calabria.
Das ursprüngliche Bistumsgebiet umfasste neben dem Stadtgebiet von Nicastro die Orte Maida, Feroleto Antico, Marcellinara, Tiriolo, Miglierina, Cursalis (Cortale oder Jacurso), San Pietro a Maida, Viringhae (Curinga), Montis Sora (Montesoro), Serae structae Feroleti, S. Blasii Neocastrensis (Sambiase), Zangarona, Viria, Amato, Platania sowie acht Klöster: Sanctorum quadraginta Martyrorum, S. Michaelis Archangeli, S. Maria della Scabelle, Sanctorum Philippi & Jacobi, Sanctorum Anargyrorum oder Sanctorum Cosmae & Damiani, S. Maria de Cana, S. Maria de Carra und Sancti Nicolai de Fragiono. Tiriolo gehörte ursprünglich zum Bistum Catanzaro.
Die Bischofskirche bzw. die Kathedrale des Bistums war SS. Petri et Pauli in Nicastro. Das Domkapitel bestand im 18. Jahrhundert aus 23 Kanonikern, davon (oder außerdem?) trugen der Dekan, der Archidiakon, der Kantor, der Schatzmeister, der Cappellano maggiore (Erzpriester) und der Pönitentiar jeweils eine besondere Würde bzw. einen besonderen Titel.
Zwei Bischöfe von Nicastro wurden später zum Papst gewählt; beide hatten aber nur sehr kurze Amtszeiten als Papst. Marcello Cervini regierte als Marcellus II. gerade einmal vom 9. April bis zum 1. Mai 1555, und Giovanni Antonio Facchinetti regierte als Innozenz IX. vom 29. Oktober 1591 bis zum 30. Dezember 1591. Giovanni Antonio Facchinetti gründete als Bischof von Nicastro in den 1560er Jahren das bischöfliche Priesterseminar.
Das Erdbeben von 28. März 1638 zerstörte Stadt, Kathedrale und Bischofspalast. Bischof  Marco Antonio Mandosio war gerade unterwegs zum Kloster der Kapuziner außerhalb der Stadt und überlebte. Sein Generalvikar Giulio Grasso Romano, der sich im Bischofspalast aufhielt, starb unter den Trümmern. Allerdings starb auch Bischof  Marco Antonio Mandosio nur wenig später, und so übernahm der 1639 ernannte und investitierte junge Bischof Giovanni Tommaso Perrone den Wiederaufbau von Kathedrale und Bischofspalast, den er in seiner langen Amtszeit von 38 Jahren weitgehend realisieren konnte.
Das Bistum umfasste vor der Eingliederung des Bistums Martirano folgende Gemeinden: Nicastro, Sambiase, Gizzeria (mit dem Dorf Sant'Eufemia), Platania, Maida, San Pietro a Maida, Curinga, Cortale, Jacurso, Tiriolo, Marcellinara, Miglierina, Amato, Feroleto Antico, Feroleto Piano (ab 1872 Pianopoli), Serrastretta, San Pietro Apostolo und den Weiler Montesoro. Der Ort Tiriolo gehörte noch im 12. Jahrhundert zum Bistum Catanzaro und muss erst zu einem späteren Zeitpunkt an das Bistum Nicastro angeschlossen worden sein.
1818 wurde das Bistum Martirano in das Bistum Nicastro eingegliedert. Am 31. Dezember 1963 wurde mit einem Dekret der Konsistorialkongregation die Teilung der Unterdiözese Tropea beschlossen. Die neun nördlichen Gemeinden Aiello Calabro, Serra d’Aiello, Amantea, San Pietro in Amantea, Belmonte Calabro, Cleto, Falconara Albanese, Fiumefreddo Bruzio und Longobardi sowie Laghitelli (Gem. Lago) und Terrati (ebenfalls Gem. Lago) wurden der Erzdiözese Cosenza angegliedert, die Gemeinden  Falerna, Nocera Tirinese und San Mango d'Aquino wurden der Diözese Nicastro zugeschlagen.
1968 wurde Nicastro zusammen mit den Orten Sambiase und Sant'Eufemia Lamezia zur neuen Stadt Lamezia Terme zusammengeschlossen. 1986 wurde das Bistum Nicastro entsprechend der neuen Stadtbezeichnung in Bistum Lamezia Terme umbenannt.

## Liste der Bischöfe des ursprünglichen Bistums Nicastro
| Bischof/Verwalter | Amtszeit/Nachweis                                                                                 | Sonstige Ämter und Bemerkungen |
| --- | ------------------------------------------------------------------------------------------------- | --- |
| ?Andreas |                                                                                                   | |
| ?Riccardus |                                                                                                   | |
| Hugo | 1124                                                                                              | |
| Henricus/Enrico | 1094 bis 1123                                                                                     | |
| Guido | Februar 1168 bis März 1179                                                                        | er nahm am Dritten Laterankonzil unter Alexander III. 1179 in Rom teil                                                                                                |
| Boëmund/Boemundus/Boemondo | 21. Oktober 1194                                                                                  | |
| Anonymus | 5. Juni 1198 bis Dezember 1199                                                                    | |
| Rogerius/Rogerio/Ruggiero | 1202                                                                                              | |
| Anonymus | November 1215 bis Juni 1219                                                                       | |
| Thaddaeus/Thaddeus/Taddeo | 30. Januar 1222                                                                                   | |
| Sedisvakanz | 17. Oktober 1236                                                                                  | |
| Guglielmo | 1236                                                                                              | Kanoniker in Nicastro, nur bei Taccone-Gallucci |
| Urso | 5. Oktober 1239 bis 3. Mai 1240                                                                   | resignierte die halbe Stadtherrschaft von Nicastro und erhielt dafür die weltliche Herrschaft über Rocca Falluca                                                      |
| Gualterius de Cusencia/Gualtiero di Cosenza | 24. September 1241 bis Dezember 1248                                                              | war Kanoniker in Nicastro |
| Samuel/Samuele | 11. November 1252/17. November 1252 bis 1. Februar 1255                                           | OFM, vermutlich konnte er sein Amt gar nicht antreten, er starb im Exil                                                                                               |
| Bernardus/Bernardo | 18. März 1256 bis 26. April 1258                                                                  | |
| Leonardus/Leonardo | 15. Oktober 1266 bis September 1272                                                               | vorher päpstlicher Kaplan von Papst Clemens IV., Magister, Kantor in Messina, 1272 zum Erzbischof von Messina gewählt, starb aber vor der Bestätigung durch den Papst |
| Robertus/Roberto | 1274/1275 bis 6. März 1279                                                                        | gewählt, aber wohl nicht investiert, verzichtete wegen des Vorwurfs der Simonie, war der Neffe des Philippus, Bischof von Squillace                                   |
| Tancredius/Tancredus de Montefuscolo/Tancredi da Monte Foscolo/Tancredi de Montefuscolo                                                            | 15. Mai 1279 bis † 20. November 1290                                                              | OFM, vom Papst Honorius IV. abgesetzt, wieder eingesetzt von Papst Bonifaz VIII.                                                                                      |
| Nicolaus/Nicolò/Niccolò/Nicola | 6. November 1299 bis † 1320                                                                       | OSB, Abt des Klosters Santissima Trinità di Mileto (zerstört beim Erdbeben von 1783)                                                                                  |
| Guido | 1304                                                                                              | nicht in Ughelli, nicht in Eubel |
| Petrus de Scalea/Pietro della Scala/Pietro da Scalea/Pietro di Scalea                                                                              | 21. Juni 1320 bis † 1323                                                                          | OFM |
| Ambrosius/Ambrosio/Ambrogio/Ambroise | 7. März 1323 bis † 1333                                                                           | |
| Joannes de Prescoa/Joannes de Preston/Giovanni da Prescoa/Giovanni de Prestoa/Giovanni de Preston                                                  | 18. März 1333/30, Juli 1333 bis ?                                                                 | OFM, Engländer, Kaplan von König Robert von Anjou |
| Nicolaus/Nicolò/Niccolò | 1344                                                                                              | OFM, von Tropea |
| Jacopo/Jacobus | circa 1380 bis 1390                                                                               | Gegenbischof, ernannt zum Gegenerzbischof von Reggio Calabria, nicht in Cappelletti                                                                                   |
| Manfred/Manfredus/Manfredo | 1380                                                                                              | fehlt in |
| Angelus/Angelo | 20. April 1387 bis ?                                                                              | |
| Julianus/Giuliano | 20. Januar 1388/28. Januar 1388 bis ?                                                             | OFM, 1380 bis 1388 Bischof von Casellamare, Apostolischer Nuntius in Sardinien unter Papst Urban VI. (1378-1389)                                                      |
| Carluccius Cicala/Carluccio Cicala | 28. Juni 1390                                                                                     | Gegenbischof |
| Jacobus Castelli/Giacomo Castelli/Jacobo | 2. April 1390 bis † 1394                                                                          | OFMConv. (OP), 1363/64 bis 1390 Bischof von Martirano |
| Luca da Roccacontrada | 1393                                                                                              | OFM, aus Iesi, nur bei Taccone-Gallucci |
| Robertus Mazza/Roberto Manz/Roberto Mazza | 4. Mai 1394 bis 1398                                                                              | Kanoniker in Nicastro, wurde abgesetzt |
| Jacobus II./Giacomo | 19. Juli 1398 bis ?                                                                               | 1371 bis 1372 Bischof von Lavello, 1372 bis 1398 Bischof von Telese ernannt                                                                                           |
| Gentilis/Gentilis d'Ajello/Gentile/Gentile Maccafani (d'Ajello)                                                                                    | 14. Oktober 1398/13. Januar 1399 bis 1409/26. Januar 1418                                         | war vorher Bischof von Marsi wurde 1409 abgesetzt, 1418 zum Bischof von Sessa Aurunca ernannt                                                                         |
| Angelus de Benevento/Angelo Benevento | 9. Mai 1409 bis ?                                                                                 | fehlt in Gams, Cappelletti und Taccone-Gallucci |
| Paulus/Paolo | 1418 bis † 1431                                                                                   | |
| Joannes Pagani/Joannes de Paganis/Giovanni de Pagani/Giovanni Pagano/Giovanni de Paganis                                                           | 28. Mai 1431 bis † 1451                                                                           | Kanoniker von Neapel |
| Robertus II./Roberto | 8. Oktober 1451 bis † 1473                                                                        | OFM |
| Antonius/Antonio | 26. November 1473 bis † 1488                                                                      | OSB, fehlt in Gams, Cappelletti und Taccone-Gallucci |
| Petrus de Sonnino/Pietro da Sonnino/Pietro Sonnino/Pietro de Sonnino                                                                               | 26. Januar 1489 bis † 1490                                                                        | von Maida, war von 1481 bis 1489 Bischof von Cariati |
| Antonius Lucido/Antonio Lucido/Antonio Lucidi/Antonio Sicardo Lucido                                                                               | 8. Februar 1490 bis † 1494                                                                        | war von 1487 bis 1490 Bischof von Nicotera |
| Bartholomaeus de Luna/Bartolomeo de Luna/Bartolommeo de Luna                                                                                       | 29. Juli 1495 bis † 26. Oktober 1497                                                              | Präfekt der Engelsburg in Rom |
| Franciscus de Roccamura/Francesco da Roccamura/Francesco Roccamura/Francesco de Roccamura                                                          | 27. Oktober 1497 bis † 1504                                                                       | starb in Rom |
| Nicolaus Capranica/Nicolò Capranica/Niccolò Capranica/Nicola Capranica                                                                             | 18. Dezember 1504 bis † 1517                                                                      | Kanoniker im Vatikan |
| Franciottus de Ursinis/Franciotto Orsini | 18. September 1517 bis 5. Mai 1518                                                                | Apostolischer Administrator, resignierte das Amt, fehlt in Gams |
| Andrea della Valle | 5. Mai 1518 bis 17. Mai 1518                                                                      | Apostolischer Administrator, resignierte das Amt, 1517 zum Kardinal ernannt, fehlt in Gams                                                                            |
| Antonius de Paula/Antonio de Paola | 17. Mai 1518 (Ernennung)/24. Mai 1518 (Ordination) bis 24. Juli 1523                              | war vorher Abt im Kloster Corazzo (Ruine), wurde zum Bischof von Catanzaro ernannt                                                                                    |
| Hieronymus de Paula/Gerolamo de Paola/Girolamo de Paola                                                                                            | 24. Juli 1523 (Ernennung)/17. Januar 1524 (Ordination) bis 9. Mai 1530                            | wurde zum Bischof von Catanzaro ernannt |
| Andrea della Valle | 10. Mai 1530 bis 24. Mai 1530                                                                     | Apostolischer Administrator, resignierte das Amt, fehlt in Gams |
| Joannes Petrus Ricci/Joannes Petrus Riccius/Gian Pietro Ricci/Giovanni Pietro Ricci/Giovan Pietro Ricci                                            | 24. Mai 1530 (Ernennung)/27. Mai 1530 (Ordination) bis † 1532                                     | |
| Philippus/Filippo | 4. Juli 1530                                                                                      | gewählt aber nicht bestätigt, fehlt in Eubel, auch in Catholic Hierarchy                                                                                              |
| Antonio Maria del Monte | 1530 bis 1533                                                                                     | Apostolischer Administrator, fehlt in Gams, Eubel und Taccone-Gallucci                                                                                                |
| Nicolaus Regetanus/Nicolaus de Reggio/Nicolò da Reggio/Niccolò da Reggio/Nicola Regitano                                                           | 26. Februar 1533/3. März 1533 (Ernennung)/5. April 1533 bis † September 1533                      | |
| Paulus Capisucco/Paulus Capisuchi/Paolo Capisucco/Paolo Capizucchi                                                                                 | 7. November 1533 (Ernennung)/14. Februar 1535 (Ordination) bis † 6. August 1539                   | Kanoniker im Vatikan, Uditore, Präfekt der Apostolischen Signatur, beigesetzt in Santa Maria Maggiore (hieß damals noch Basilica Liberii oder Liberiana)              |
| Marcellus Cervini/Marcellus Cervinus/Marcello Cervini                                                                                              | 27. August 1539 bis 24. September 1540                                                            | nur Administrator, wurde zum Bischof von Reggio Emilia ernannt, 1555 zum Papst gewählt (Marcellus II.)                                                                |
| Jacobus Savelli/Jacobus de Sabellis/Giacomo Savelli                                                                                                | 5. November 1540 bis 19. November 1554                                                            | Apostolischer Administrator, resignierte das Amt, 1558 zum Kardinal ernannt                                                                                           |
| Marianus Savelli/Marianus de Sabellis/Mariano Savelli                                                                                              | 10. November 1554/19. November 1554 bis 6. Februar 1556                                           | wurde 1556 zum Bischof von Gubbio ernannt |
| Giacomo Savelli | 6. Februar 1556 bis 26. Januar 1560                                                               | Apostolischer Administrator, resignierte das Amt |
| Joannes Antonius Facchinetti/Joannes Antonius Fachinetti/Gian Antonio Faccinetti/Giovanni Antonio Facchinetti/Giovanni Antonio Facchinetti de Nuce | 26. Januar 1560 bis 23. September 1575                                                            | 1575 zum Titularpatriarchen von Jerusalem ernannt, 1583 zum Kardinal ernannt, 1591 zum Papst gewählt (Innozenz IX.)                                                   |
| Ferdinandus Spinelli/Ferdinando Spinelli | 23. September 1575 bis 4. Dezember 1581                                                           | von Neapel, wurde 1581 zum Bischof von Policastro ernannt |
| Alexander Ravalius/Alessandro Rovalio/Alessandro Ravali                                                                                            | 26. Januar 1582 bis † 1585                                                                        | |
| Clemens Bontadoti/Clemens Bontadosius/Clemente Montedoti/Clement Bontedosio/Clemente Bontodasio                                                    | 23. Juni 1586 (Ernennung)/13. Juli 1586 (Ordination) bis † 1594                                   | OFMConv., von Montefalco in Umbrien |
| Petrus Franciscus Montorius/Pier Francesco Montorio/Pietro Francesco Montorio                                                                      | 3. Februar 1594/7. Februar 1594 (Ernennung)/24. Februar 1594 (Ordination) bis 1620                | resignierte das Amt, Apostolischer Nuntius in Deutschland (Köln) |
| Ferdinandus Gonfalona/Ferdinandus Confalonus (Gonfalona, Confalona)/Ferdinando Confalona/Ferdinando Gonfalone/Ferdinando Confalone                 | 19. April 1621 (Ernennung)/24. März 1622 (Ordination) bis † 1624                                  | von Neapel |
| Balthasarius Bolognetti/Baldassarre Bolognetti | 11. März 1624 (Ernennung)/24. März 1624 (Ordination) bis † September 1629                         | aus Bologna, Generalprior des Servitenordens |
| Alexander Castracani/Alexander Castracanius (Castracani)/Alessandro Castracane/Alessandro Castracani (Castracane)                                  | 8. Oktober 1629 (Ernennung)/28. Oktober 1629 (Ordination) bis 22. Juni 1632                       | resignierte das Amt, Apostolischer Nuntius in Savoyen, Apostolischer Rezeptor in Portugal, 1643 zum Bischof von Fano ernannt                                          |
| Joannes Baptista Curiali/Joannes Baptista Curialis (Curiali)/Giambattista Curiali/Giovanni Battista Correale/Giovan Battista Curiale (o Correale)  | 5. Juli 1632 (Ernennung)/218. Juli 1632 (Ordination) bis † 1634                                   | stammte aus Siderno in der Diözese Gerace |
| Dominicus Ravenna/Domenico Ravenna | 12. Februar 1635 (Ernennung)/18. Februar 1635 (Ordination)/16. Februar 1635 bis † Juli 1637       | aus Rom |
| Marcus Antonius Mandosio/Marc Antonio Mandosio/Marco Antonio Mondosio                                                                              | 7. September 1637 (Ernennung)/21. September 1637 (Ordination) bis † August 1638/1639              | aus Rom, Jurist, wurde in den Ruinen der beim Erdbeben 1638 zerstörten Kathedrale beigesetzt                                                                          |
| Joannes Antonius (Thomas) Perone/Gian Tommaso Perrone/Giovanni Tommaso Perrone                                                                     | 11. April 1639 (Ernennung)/25. April 1639 (Ordination) bis † 16. November 1677                    | aus Rossano, baute die Kathedrale, den Bischofspalast und das Priesterseminar wieder auf, die beim Erdbeben von 1638 zerstört worden waren                            |
| Sedisvakanz | 1677 bis 1680                                                                                     | |
| Franciscus Tansi/Francesco Tansi/Francesco Tanso                                                                                                   | 22. Januar 1680 (Ernennung)/28. Januar 1680 (Ordination) bis † 3. Mai 1692                        | aus Matera |
| Nicolaus Cyrillus/Nicolò Cirilli/Nicola Cirillo | 7. Juli 1692 (Ernennung)/13. Juli 1692 (Ordination) bis † 23. Januar 1709                         | aus Neapel |
| Sedisvakanz | 1709 bis 1718                                                                                     | |
| Joannes Carafa/Giovanni Carrafa/Giovanni Carafa | 8. Juni 1718 (Ernennung)/12. Juli 1718 (Ordination) bis 17. August 1719                           | aus Neapel, CR, zum Bischof von Calvi ernannt |
| Dominicus Angeletti/Domenico Angeletti | 10. September 1719/2. Oktober 1718 (Ernennung)/29. Oktober 1719 (Ordination) bis † 21. April 1731 | von Montepeloso (Basilicata) |
| Franciscus Maria Loyeri/Francesco Maria Loyeri/Francesco Loiero/Francesco Maria Loyero                                                             | 6. August 1731 bis † 24, Dezember 1736                                                            | aus der Diözese Squillace, 1721 bis 1731 Bischof von Umbriatico |
| Achilles Puglia/Achille Puglia | 11. Februar 1737 bis † 5. Februar 1773                                                            | aus der Diözese Capaccio |
| Franciscus Paulus Mandarani/Francesco Paolo Mandarani                                                                                              | 10. Mai 1773 (Ernennung)/16. Mai 1773 (Ordination) bis † 19. Mai 1796                             | von Monteleone |
| Carolus Pellegrini/Carlo Pellegrini | 29. Januar 1798 (Ernennung)/2. Februar 1798 (Ordination) bis 12. Mai 1818                         | von Longobardi in der Diözese Tropea, resignierte das Amt, letzter Bischof von Nicastro vor der Vereinigung mit dem Bistum Martirano                                  |